# تاپ‌تال
تاپ‌تال (به انگلیسی: toptal) سکو دورکاری جهانی است که یک بستر مستقل برای ارتباط صاحبان کسب و کار را با مهندسان نرم‌افزار، طراحان و مشاوران بازرگانی فراهم می‌کند. این شرکت هیچ دفتر مرکزی ندارد.

## تاریخچه
این شرکت توسط تاسو دو وال و برندن بن شوت در سال ۲۰۱۰ تأسیس شد. این نام مخفف «استعداد برتر» است و به عنوان یک شرکت مجازی و بدون دفاتر مرکزی کار می‌کند. تاپ تال تا زمان فارغ‌التحصیلی بنشوت از دانشگاه پرینستون بیش از ۱ میلیون دلار درآمد داشت. هم بنیان‌گذاران این پلتفرم برای دسترسی به توسعه دهندگان نرم‌افزار با گزینه‌های شغلی کمتر و دستمزد پایین‌تر از ایالات متحده، به بوداپست، مجارستان نقل مکان کردند.

## استعدادیابی و رشد
این شرکت یک آزمون شخصیت، زبان و مهارت را برای غربالگری از راه دور داوطلبان در نظر گرفته‌است و فقط ۳٪ برتر از چندین هزار متقاضی ماهانه را می‌پذیرد.
در سال ۲۰۱۶ پلتفرم خود را توسعه داد و فریلنسرهای را در زمینه‌های مختلف از جمله: حسابداران، آمار شناسان و مشاوران مستقل در تحقیقات بازار، مدل‌سازی مالی و مشاوران حقوقی را به پلتفرم خود اضافه نمود.
۲۰۱۷ طراحی صنعتی خودرو و در سال ۲۰۱۸ بلاکچین را به مجموعه خود اضافه نمود.

## جذب سرمایه
تاپ تال در مجموعه ۱ میلیون ۴۰۰ هزار دلار از مجموعه سرمایه‌گذاری گورو (Quora founder) و فروش سهام به دست آورد و با توجه به سود آوری این مجموعه دیگر جذب سرمایه نکرد. در سال ۲۰۱۵ و ۲۰۱۶، درآمد سالانه Toptal به ترتیب ۸۰ میلیون و ۱۰۰ میلیون دلار بود.

## جستارها
فایور
گورو دات کام
فریلنسر دات کام